# Spitfire (ruska glasbena skupina)
Spitfire je ruska glasbena skupina iz Sankt Peterburga, ki izvaja ska s primesmi rocka, hardcore punka in noise glasbe.
Ustanovili so jo kitarist in pevec Konstantin Limonov, bobnar Denis »Košej« Kupcov in basist Igor, bolj znan pod vzdevkom »Popugaj«. Takrat so igrali garažni rock in rockabilly. Prvi nastop so izvedli 26. februarja 1993 v sklopu festivala Psycho Rumble v klubu Indie. Malo po tistem jih je zapustil basist, ki ga je zamenjal Dimitrij Petrov, tega pa po pol leta Viktor Ivanov. Njihov slog je tekom tega leta gravitiral proti skaju, zato sta se jim pridružila saksofonist Grigorij Zontov in trobentač Aleksej Puškarev.
V tej postavi so začeli pridobivati prepoznavnost doma in v tujini, kar jim je prineslo nastope na nekaj večjih festivalih ter vključitev na mednarodne kompilacije, kot sta United Colors of Ska Vol. 2 in Back to the Ska Groove. Leta 1996 je Ivanova zamenjal basist Andrej »Ded« Kuraev, spomladi 1997 pa je izšel njihov prvi studijski album Night Hunting pri nemški založbi Pork Pie. Leto dni kasneje sta pihalno sekcijo okrepila Vladislav Aleksandrov na trombonu in trobentač ter podporni vokalist Roman Parigin.
Prvencu je januarja 1999 sledil album The Coast is Clear pri isti založbi, v tem času so Spitfire redno nastopali na evropskih turnejah in se pojavili še na nekaj kompilacijah. Februarja 2001 se jim je pridružil še klaviaturist Ilja Rogačevski. To obdobje je zaznamoval stranski projekt Spitfire v sodelovanju z nekaj člani sanktpeterburške skupine Markscheider Kunst, skupina St. Petersburg Ska-Jazz Review, ki bi izvedla program jazzovskih standardov in ska uspešnic na festivalu aprila 2001. Z nastopom so poželi velik uspeh, zato so podaljšali projekt in posneli album. Novembra tega leta jih je nato frontman kultne sanktpeterburške skupine Leningrad povabil k skupnemu snemanju in nastal je album Пираты XXI века (»Gusarji 21. stoletja«). Sodelovanje se je obneslo, zato so postali stalni člani Leningrada in v naslednjih letih posneli še več albumov ter koncertirali po Rusiji, Evropi in ZDA.
Januarja 2004 so kot Spitfire posneli nov album Thrills and Kills, hkrati pa nadaljevali z delom za stranske projekte, med drugim St. Petersburg Ska-Jazz Review, pod imenom katerega je leta 2005 izšel album Too Good to be True. Leta 2006 so začeli snemati nov album, ko jih je zapustil ustanovitelj Konstantin Limonov, zato je vlogo frontmana prevzel Parigin, kot kitarist pa se je skupini pridružil Dimitrij Kežvatov. V tej postavi so dokončali četrti album, Lifetime Visa, in ga izdali spomladi 2008. Naslednje leto je odšel še Kupcov, ki ga je nadomestil Igor Rozanov. Septembra 2012 so izdali še peti album, 5, tokrat z besedili v celoti v ruščini.

## Diskografija
Studijski albumi
- Night Hunting (1997)
- The Coast is Clear (1999)
- Thrills and Kills (2004)
- Lifetime Visa (2008)
- 5 (2012)